# Louis François Armand de La Rochefoucauld de Roye
Louis François Armand de La Rochefoucauld de Roye (* 26. September 1695; † 28. Mai 1783 in Paris), genannt Comte de Marthon, später Comte de Roucy, aus dem Haus La Rochefoucauld war ein französischer Adliger, Militär und Hofbeamter.
Er war Duc d’Estissac sowie Großmeister der Garderobe des Königs.

## Militärlaufbahn
Louis François Armand de La Rochefoucauld war der älteste Sohn von Charles de La Rochefoucauld de Roye, Comte de Blanzac († 1732), und Marie Henriette d’Aloigny de Rochefort, Comtesse de Gien († 1736).
In seiner militärischen Laufbahn trat er 1711 bei den Musketieren ein und nahm an den Flandernfeldzügen dieses und des folgenden Jahres teil. Am 11. März 1713 wurde er Enseigne der Compagnie Colonelle du Régiment du Roi. Er nahm an der Belagerung von Landau (1713), der Belagerung von Freiburg (1713) sowie dem Angriff auf die Stellungen des kaiserlichen Generals Vaubonne am 11. September 1713 teil. Am 2. September 1713 erhielt er den Rang eines Colonel-lieutenant des Régiment de Barrois, das am 14. November zum Régiment de Conti infanterie umbenannt wurde (Regimentsinhaber waren 1713–1727 Louis Armand II. de Bourbon, Prince de Conti und 1727–1776 Louis François I. de Bourbon, Prince de Conti).
1719 kommandierte er das Regiment bei den Belagerungen von Fontarabie, San Sebastian und Urgel. 1721 nahm der als Oberhaupt seines Zweiges der Familie La Rochefoucauld den Namen Comte de Roucy an. 1727 diente er im Feldlager an der Maas. Nach dem Tod seines Vater am 4. September 1732 wurde er am 16. September Gouverneur von Bapaume. 1733 nahm er an der Belagerung von Kehl teil. Am 20. Februar 1734 wurde er zum Brigadier befördert, im gleichen Jahr nahm er an der Belagerung von Philippsburg (Juni/Juli) teil. Im März 1735 gab er das Régiment de Conti ab und quittierte den Militärdienst.

## Dynastische Ehen
Mit dem Tod 1718 bzw. 1721 der beiden François genannten einzigen Söhne von Alexandre de La Rochefoucauld, 5. Duc de La Rochefoucould, jeweils wenige Monate nach ihrer Geburt trat in der Erbfolge eine Situation ein, die es in der Familie La Rochefoucauld zeit ihres Bestehens nicht gegeben hatte: das Familienoberhaupt hatte keine männlichen Nachkommen, wovon vor allem der Herzogstitel La Rochefoucauld betroffen war, der zu erlöschen drohte.
Erst elf Jahre später, im Februar 1732 (beim Parlement registriert am 12. März 1732) konnte Alexandre de La Rochefoucauld einen ersten Schritt zur Lösung des Problems gehen, als die Vererbung des Herzogstitels La Rochefoucauld auf eine seiner drei Töchter und ihre männlichen Nachkommen ermöglicht wurde. Der Herzog konnte nun den bereits vorbereiteten zweiten Schritt umsetzen, nämlich seine Töchter so zu verheiraten, dass der Besitz und die Titel in der Familie blieben. Infrage kamen dafür in erster Linie Angehörige des Zweigs Roye der Familie, die Nachkommen von Frédéric Charles de La Rochefoucauld, Comte de Roye et de Roucy (1633–1690), einem Urenkel von François III. de La Rochefoucauld aus dessen zweiter Ehe, die der Familie die Grafschaft Roucy eingebracht hatte. Doch auch hier war die Auswahl eng begrenzt. Nachdem die bereits Verheirateten, die im geistlichen Stand und die Protestanten ausschieden, blieben zwei Kandidaten übrig: Louis François Armand und Jean-Baptiste Louis Frédéric (1707–1745), auf den die Wahl für die älteste Tochter fiel. 1743 wurde deren Sohn Louis-Alexandre de La Rochefoucauld geboren, der die herzogliche Linie fortsetzen sollte.

## Ehe und Nachkommen
Allerdings war der Comte de Roucy als Ehemann für die zweite Tochter vorgesehen. Um den Rangunterschied auszugleichen, wurde Louis François Armand am 24. Oktober 1737 zum nichterblichen Duc d’Estissac erhoben. Am 18. November 1737 heiratete er in Paris Marie de La Rochefoucauld, genannt Mademoiselle de La Roche-Guyon (* Dezember 1718; † September 1789), die genannte zweite Tochter (die dritte war wenige Monate zuvor 15-jährig gestorben).
Ihre Kinder sind:
- Tochter († 12. Januar 1742)
- Emilie Alexandrine (* 31. Dezember 1742 in Paris; † 29. Januar 1814 ebenda); ⚭ (Ehevertrag vom 3. Mai 1761) Anne Louis Alexandre de Montmorency, Prince de Robecque, Grande von Spanien 1. Klasse (* 25. Januar 1724; † 19. Oktober 1812)
- Adélaide Martine (* 7. November 1745; † ledig)
- François XII. Alexandre Frédéric (* 11. Januar 1747; † 27. März 1824 in Paris), 1765 Duc de Liancourt, 1792 7. Duc de La Rochefoucauld, 4. Juni 1814 Pair de France auf Lebenszeit, 19. August 1815 erblicher Pair, 31. August 1817 Duc de Liancourt und Duc-Pair (bestätigt 25. Juli 1822); ⚭ 14. September 1764 Félicité Sophie de Lannion (* 19. Oktober 1745; † 2. März 1830 in Paris), Tochte von Comte Hyacinthe Gaétan de Lannion und Marie Charlotte Félicité de Clermont-Tonnerre, Marquise de Crèvecœur
- Armand Alexandre Roger (* 19. Oktober 1748 in Paris; † 17. März 1774 ebenda), Comte de Durtal; ⚭ Anne Alexandrine Rosalie de La Rochefoucauld-Surgères (* 13. August 1753; † guillotiniert 8. März 1794 in Paris), Tochter von Jean François de La Rochefoucauld, Marquis de Surgères

## Letzte Jahrzehnte
Er wurde am 1. Februar 1749 zum Ritter im Orden vom Heiligen Geist ernannt und am Tag danach aufgenommen. Am 25. Dezember 1757 wurde zum Großmeister der Garderobe des Königs ernannt, nachdem der Herzog von La Rochefoucauld, sein Schwiegervater, zurückgetreten war, dem der König das Nachfolgerecht vorbehalten hatte; für dieses Amt legte er am 3. Januar 1758 seinen Eid ab. Im August 1758 wurde sein Herzogstitel erblich (beim Parlement de Paris am 5. September registriert). Am 4. März 1762 wurde er durch den Tod seines Schwiegervaters (nicht aufgrund seiner Ehe, sondern aufgrund der männlichen Erbfolge) Oberhaupt der Familie La Rochefoucauld, jedoch nicht Duc de la Rochefoucauld, nicht Pair de France und auch nicht Duc de La Roche-Guyon, die aufgrund der Erbregelung von 1732 den Nachkommen der älteren Schwester seiner Frau zufielen; aus dem Recht seiner Frau wurde er jedoch Marquis de Liancourt und Cotme de Durtal. 1767 wurde er zudem Marquis de Maignelay.
Nächster Duc de La Rochefoucauld wurde also sein Neffe Louis-Alexandre. Louis François Armand starb ab 28. Mai 1783 in Paris. Als Louis-Alexandre am 4. September 1792 in Gisors getötet wurde, ohne Nachkommen zu hinterlassen, fiel das Erbe aufgrund der Regelung von 1732 an seinen Sohn François, unter dessen Nachkommen der Herzogstitel seitdem in männlicher Linie weitergegeben wird.